# Friedrich Jachmann
Friedrich Jachmann (ur. 1698 we Wrocławiu, zm. 1768 tamże) – niemiecki malarz nadworny, czynny we Wrocławiu.
Był synem Hansa Jachmanna młodszego, mistrza wrocławskiego cechu złotników. W 1733 roku otrzymał prawo wolnego wykonywania zawodu; od 1747 roku używał tytułu nadwornego malarza króla pruskiego Fryderyka II.

## Działalność artystyczna i prace
Malował głównie portrety wrocławskich notabli i patrycjuszy. Wersje graficzne do jego portretów tworzyli m.in. Johann Georg Wolfgang, Georg Paul Busch czy Johann Martin Bernigeroth. Prawdopodobnie malował również obrazy o tematyce historycznej.
- Portret Johanna Davida Raschke – 1732, 95 × 72, Muzeum Narodowe we Wrocławiu
- Portret Christiana Helwicha
- Portret Daniela Goldammera
- Portret Gottfrieda Jalufky'ego
- Portret Johanna Gotlieba Neumanna (1737)
- Portret Anny Barbary von Röbel
- Portret Georga Heinricha Assig
- Portret Davida Wilhelma Pauli
- Portret Heinricha Sigmunta von Lüttwitz – 1740–1745, 92 × 72, Muzeum Narodowe we Wrocławiu (Lüttwitz był generałem-majorem w armii cesarskiej)
- Portret Friederike Sophie von Lichtenberg – 1742, Muzeum Śląska Cieszyńskiego